# Mastertronic
Mastertronic fue una distribuidora de juegos de ordenador de bajo coste fundada en 1983. Sus primeros juegos se distribuyeron a mediados de 1984. En su apogeo, era el editor de software dominante en el Reino Unido, una posición lograda al vender software basado en casete a un precio de £1.99 y £2.99.  
Actualmente la empresa original no existe, pero los derechos del nombre han sido adquiridos por otra empresa, conocida como Mastertronic Group, que distribuye software para PC de bajo coste en CD-ROM. 